# Число (мовознавство)
Число — граматична категорія, що вказує на кількість предметів, про які мовиться в реченні. Категорія числа характерна для більшості мов, хоча в деяких числа немає, наприклад у японській. У різних мовах зустрічається також двоїна, троїна, та інші форми числа, в яких, наприклад, протиставляється невелике число предметів великому.
Число виражається за допомогою закінчень або артиклів. Наприклад, в українській мові: будинок — будинки, в англійській a house — houses, в французькій une maison — des maisons. У французькому прикладі, вимова самого слова maison не змінюється, хоча на письмі до нього додається -s.

## Українська мова
В українській мові є два числа: однина і множина. Двоїна відома в діалектному мовленні, у літературному зараз майже не вживається. Число виражається за допомогою закінчень. Окрім іменників та займенників за числом відмінюються також прикметники та порядкові числівники.